# NGC 3844
NGC 3844是一个位于狮子座的透鏡狀星系，距离地球3.2亿光年，1864年5月8日由海因里希·路易·达雷发现，属于獅子座星系團 。